# Strefa rozśrodkowania statków powietrznych
Strefa rozśrodkowania statków powietrznych (ang. aircraft dispersal area) – obszar znajdujący się na terenie wojskowym, wyznaczony przede wszystkim do rozśrodkowania stacjonujących tak statków powietrznych, przez co będą one w mniejszym stopniu narażone na zniszczenie w przypadku powietrznego ataku przeciwnika.